# بلال رفيق
بلال رفيق (بالإنجليزية: Bilal Rafiq)‏ هو لاعب كرة قدم باكستاني في مركز حراسة المرمى، ولد في 19 أكتوبر 1985 في باكستان. شارك مع منتخب باكستان لكرة القدم. أما مع النوادي، فقد لعب مع Lahore Lajpaals F.C. ‏.

## وصلات خارجية
- بلال رفيق على موقع قاعدة بيانات كرة القدم.إي يو (الإنجليزية)
- بلال رفيق على موقع ناشيونال فوتبول تيمز (الإنجليزية)